# Arcis (rivière)
Pour les articles homonymes, voir Arcis.
L'Arcis (ou le Larcis par agglutination de l'article) est une rivière qui arrose le Gers, les Pyrénées-Atlantiques et les Hautes-Pyrénées, en France. C'est un affluent droit du Léez.
Il a un homonyme, affluent de l'Estéous.

## Hydronymie
L'hydronyme Arcis est documenté sous les formes :
- l'aygue aperade lo Arsiis[1] (1540),
- l'Arciis[1] (1542),
- l'Arssis[1] (1675,
- le ruisseau l'Arcii[2],
- l'Arsis[2],
- Arcis[1] (1863).

Les formes béarnaises en ii trahissent une ancienne nasalisation (*Arcins). La forme agglutinée Larcis apparait avec les cartes d'état major.

## Géographie
Le Larcis prend sa source à Luc-Armau (Pyrénées-Atlantiques). Il traverse le Vic-Bilh et s'écoule vers le nord en direction d'Aire-sur-l'Adour. Il se jette dans le Léez à hauteur d'Aurensan.

### Communes et départements traversés
- Pyrénées-Atlantiques : Luc-Armau, Arrosès, Aubous, Aurions-Idernes, Aydie, Bassillon-Vauzé, Corbère-Abères, Diusse, Monpezat,  Séméacq-Blachon, Lasserre, Crouseilles, Moncaup, Portet, Mont-Disse, Luc-Armau[3].
- Gers : Aurensan, Verlus, Projan, Viella.
- Hautes-Pyrénées : Vidouze.

## Principaux affluents
- (G) le Lisau, en provenance de Castillon
- (G) le Léès, en provenance de Saubole